# Đại học Palermo
Viện Đại học Palermo hay Đại học Palermo (tiếng Ý: Università degli Studi di Palermo) là một viện đại học tại Palermo, Ý. Viện Đại học Palermo được thành lập năm 1806 và hiện có 12 phân khoa đại học.

## Lịch sử

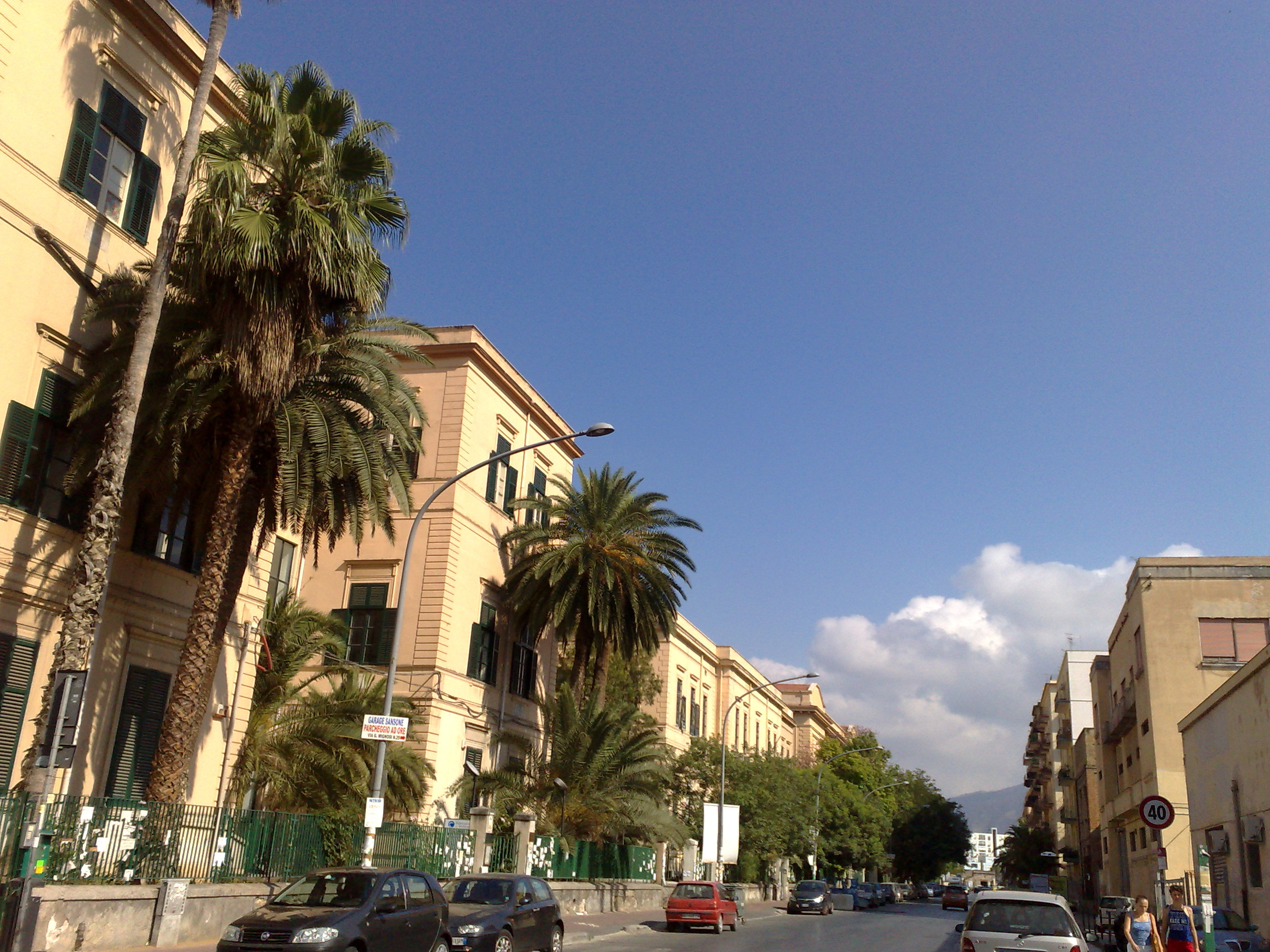

Đại học Palermo được chính thức thành lập năm 1806 dù nguồn gốc sớm nhất của trường này có thể tính từ 1498 khi y khoa và luật được giảng dạy ở đây. sau đó, trong nửa sau của thế kỷ 16, các linh mục Dòng Tên đã trao văn bằng về thần học và triết học từ trường Massimo al Cassero của đại học.
Năm 1767 đại học đã bị vua Ferdinand của Bourbon trục xuất khỏi vương quốc cho đến 37 năm sau khi học quay trở lại và đảm nhiệm cương vị của học mà vị trí đó trong thời gian họ đi vắng được chuyển qua Regia Accademia.
Vào thời gian này, cùng vị vua Ferdinand lại quyết định ban một vị trí xứng đáng cho Accademia, dời vị trí của nó đến Convent of the Teatini Fathers bên cạnh Nhà thờ St. Giuseppe.
Sau khi nước Ý thống nhất năm 1860, Đại học Palermo đã được hiện đại hoá dưới sự xúc tiến của nhà hoá học S. Cannizzaro và bộ trưởng kiêm chuyên gia về Nghiên cứu Ả Rập - M. Amari, gần như khoác lại bề ngoài như hiện nay. Từ năm 1984, toà nhà chính của trường, nơi có văn phòng hiệu trưởng, toà nhà Palazzo Steri, là một trong những toà nhà lịch sử quan trọng của Palermo. Toà nhà này được xây năm 1307 và nguyên là nơi ở của Chiaramonte. Không cách xa Palazzo Steri, trên khu đất trước đây thuộc về Chiaramonte, Vườn thực vật Palermo cũng tạo thành một địa điểm tuyệt vời của trường.
Trường hiện có 2000 giảng viên và 50.000 sinh viên.

## Tổ chức

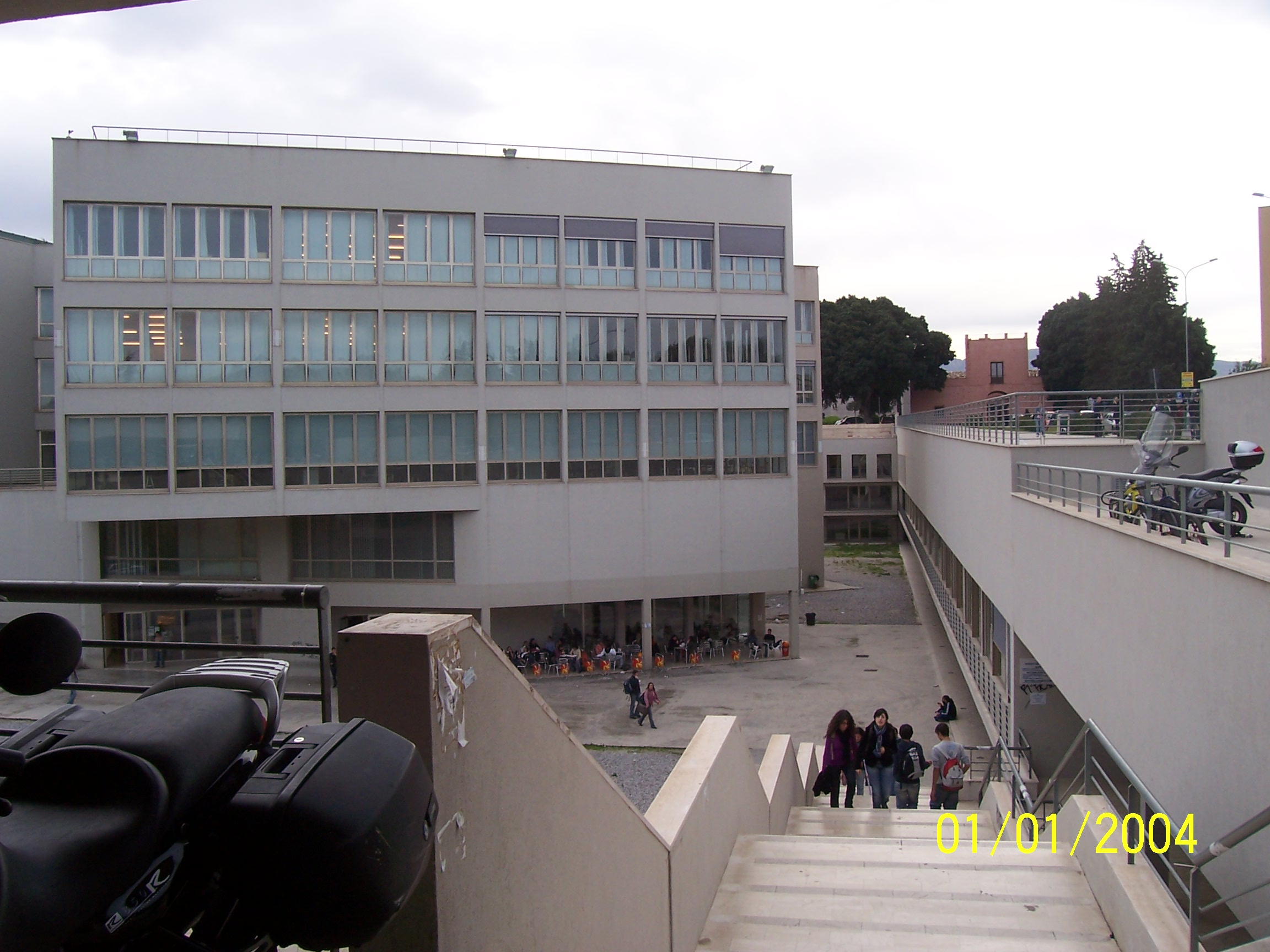

Viện Đại học Palermo hiện có 12 phân khoa đại học:
- Phân khoa Nông nghiệp
- Phân khoa Kiến trúc
- Phân khoa Nghệ thuật và Nhân văn
- Phân khoa Kinh tế học
- Phân khoa Giáo dục
- Phân khoa Kỹ thuật
- Phân khoa Luật
- Phân khoa Khoa học Toán học, Vật lý, và Tự nhiên
- Phân khoa Y khoa
- Phân khoa Vật lý
- Phân khoa Dược
- Phân khoa Khoa học Chính trị